# Klara Continuo
Klara Continuo is een Vlaamse digitale radiozender die non-stop de bekendste stukken van de grootste componisten uitzendt.  Het is net als de traditionele zender Klara een publieke zender, vooral gefinancierd door Vlaamse overheid.
Klara Continuo werd op zondag 29 februari 2004 gelanceerd als opvolger van het tot dan toe vooral experimentele kanaal DAB Klassiek, destijds het eerste digitale radionet van de VRT. Het is een van de digitale radionetten van de VRT die via de DAB-norm verspreid worden, en via internetradio. De zender is ook te ontvangen via het digitale televisiepakket van de VRT.
Tot het midden van 2006 zond Klara Continuo uit van zeven uur ’s morgens tot middernacht. Van middernacht tot zeven uur ’s ochtends nam Klara dan de programmering over (met het programma “Nachtegaal”). Nu zijn de rollen echter omgekeerd, en zendt Klara Continuo continu uit. Klara neemt nu de programma’s van Klara Continuo over van middernacht tot zeven uur 's morgens.

## Structuur
De structuur van Klara Continuo is zeer eenvoudig. Een kleine ploeg staat in voor het beheer van de zender. De basis hiervoor is de muziekdatabase van Klara.
Alle muziek die zich in deze database bevindt, heeft een aantal parameters, en de computers van Klara Continuo filteren en stellen muzieklijsten samen op basis van deze parameters. De computers houden er o.a. rekening mee dat elke titel niet herhaald kan worden binnen de 25 dagen, dat er geen 2 stukken van hetzelfde genre na elkaar kunnen komen (bijv. geen 2 stukken pianomuziek of gitaarmuziek na elkaar), dat er in principe 1 uur zit tussen werken van eenzelfde componist, dat er geen vocale werken na elkaar geplaatst worden, dat er geen 2 trage werken na elkaar komen, en dat een aantal muziekstukken (die we kunnen plaatsen onder de noemer ‘moeilijkere muziek’) die in de database van Klara zitten, niet geprogrammeerd worden.
De hierna verkregen muzieklijstensamenstelling wordt dan nogmaals door een computer gecontroleerd om geen al te grote contrasten toe te staan in de lijst. 
Na dit proces wordt de muzieklijst van de dag op de website van Klara Continuo geplaatst, die te bereiken is via de website van Klara.

## Financiering
Klara Continuo is zoals alle VRT-radiozenders een publiek net, maar mag net zoals het analoge Klara geen gebruik maken van commerciële activiteiten. Andere radiozenders van de VRT mogen namelijk een bepaald aantal inkomsten halen uit het commerciële activiteiten, zoals het verhuren van reclameblokken aan geïnteresseerde bedrijven.
Klara Continuo is een zeer zuinige (digitale) omroep aangezien het leeuwendeel van het werk verricht wordt door één persoon, en de computers eigenlijk instaan voor het goede verloop van zaken. 75% van het voorziene budget gaat naar Frank Deleu, die vast in dienst is bij de VRT, en als enige instaat voor Klara Continuo. De rest van het budget gaat naar het betalen van de licentiekost voor het gebruik van de programmeringssoftware. Kosten die niet aan Klara Continuo worden toegewezen, maar binnen de algemene exploitatiekosten van de VRT vallen, zijn het betalen van de uitzendrechten, de afschrijvingskost voor de opstart van het digitale netwerk, en de exploitatiekosten van dit digitaal netwerk.